# 矢本郵便局
矢本郵便局（やもとゆうびんきょく）は宮城県東松島市矢本にある郵便局。民営化前の分類では集配特定郵便局であった。

## 概要
住所：〒981-0599 宮城県東松島市矢本町浦237-1

## 沿革
- 1900年（明治33年）3月1日 - 桃生郡鷹来村大字矢本に矢本郵便局（三等）として開設[1]。同日、小包郵便、為替、貯金取扱を開始。
- 1927年（昭和2年）11月21日 - 電話事務を開始[2]。
- 1937年（昭和12年）3月1日 - 鷹来郵便局に改称[3]。
- 1940年（昭和15年）4月21日 - 矢本郵便局に改称[4]。
- 2007年（平成19年）10月1日 - 民営化に伴い、併設された郵便事業石巻支店矢本集配センターに一部業務を移管。
- 2012年（平成24年）10月1日 - 日本郵便株式会社発足に伴い、郵便事業石巻支店矢本集配センターを矢本郵便局に統合。

## 取扱内容
- 郵便、印紙、ゆうパック、内容証明
- 貯金、為替、振替、振込、国際送金、国債、投資信託
- 生命保険、バイク自賠責保険、がん保険、変額年金保険
- ゆうちょ銀行ATM
- 東松島市内の一部地域（〒989-05xx）の集配業務

## 周辺
- 矢本駅
- 国道45号
- ヨークベニマル矢本店

## アクセス
- JR仙石線矢本駅下車徒歩10分
- 駐車場あり：14台